# Pura Vida
 (février 2014).
Si vous disposez d'ouvrages ou d'articles de référence ou si vous connaissez des sites web de qualité traitant du thème abordé ici, merci de compléter l'article en donnant les références utiles à sa vérifiabilité et en les liant à la section « Notes et références ».
Pura Vida, sous-titré Vie et Mort de William Walker, est un roman de l'écrivain  français Patrick Deville et publié en 2004 chez les Éditions du Seuil.

## Description
Le thème du roman est centré sur l'histoire des révolutions au Nicaragua, en Amérique centrale et à Cuba entre 1789 et 1989. Patrick Deville prend le prétexte de raconter l'histoire de l'aventurier américain William Walker qui s'attaqua pendant plusieurs années, entre 1854 et 1860, au Nicaragua pour décrire plus généralement l'histoire politique et sociale mouvementée de ce pays et de ces voisins immédiats (notamment le Costa Rica, le Honduras et le Salvador). 
Comme dans les romans suivants de Patrick Deville (Kampuchéa et Equatoria), il est question dans Pura Vida de suivre le narrateur dans un long voyage en Amérique centrale et de croiser la route de grands personnages historiques ayant façonné cette région du monde et notamment :
- Gonzalo Fernández de Oviedo y Valdés
- Simón Bolívar
- William Walker
- Ernesto Guevara
- Augusto César Sandino
- La famille Somoza
- Francisco Morazán
- Antonio de la Guardia
- Che.50…

Le livre est aussi une réflexion générale sur les conflits en Amérique centrale, sur la colonisation espagnole, l’interventionnisme nord-américain, le communisme, le rôle de Cuba, les révoltes et révolutions, les dictatures latino-américaines, le canal de Panama, le projet de canal du Nicaragua et la vie quotidienne des habitants de la région. De ce fait, Pura Vida constitue une histoire condensée du Nicaragua et de l'Amérique centrale lors des deux derniers siècles.
Le titre vient d'une expression typique de la région, et notamment du Costa Rica, qui s'emploie, de manière positive pour exprimer la satisfaction et l'envie et le plaisir de vivre.